# Le Raid Paris-Monte Carlo en deux heures
Le Raid Paris-Monte Carlo en deux heures je francouzský němý film z roku 1905. Režisérem je Georges Méliès (1861–1938). Film trvá zhruba 10 minut.
Belgický král Leopold II. se na pařížských bulvárech proslavil poměrem s pařížskou tanečnicí Cléo de Mérode a nesčetnými dopravními nehodami.

## Děj
Film zachycuje herce hrajícího Leopolda II., jak podniká zběsilou jízdu z Paříže do Monte Carla.

## Obsazení
| Harry Fragson | Leopold II. |
| Louis Maurel  | šofér       |